# Фрідріх Шуманн-Гінденберг
Фрідріх Шуманн-Гінденберг (нім. Friedrich Schumann-Hindenberg; 28 березня 1913, Любхов — 13 липня 1991) — німецький офіцер-підводник, корветтен-капітан крігсмаріне. Кавалер Німецького хреста в золоті.

## Біографія
1 квітня 1932 року вступив на флот. З березня 1939 року — 2-й артилерійський офіцер на навчальному кораблі «Шлезвіг-Гольштейн». З серпня 1940 року служив в штабі віцеадмірала Германа фон Фішеля, чия транспортна флотилія мала забезпечити перекидання військ через Ла-Манш під час операції «Морський лев». З грудня 1940 по березень 1943 року — командир вежі лінкора «Тірпіц», після чого пройшов курси підводника і командира підводного човна. З 18 грудня 1943 по 9 травня 1945 року — командир підводного човна U-245, на якому здійснив 3 походи (разом 143 дні в морі). В травні був взятий в полон. 26 березня 1947 року звільнений.
Всього за час бойових дій потопив 3 кораблі загальною водотоннажністю 17 087 тонн.
| Дата           | Назва корабля  | Тип               | Тоннаж | Вантаж | Екіпаж | Загинули | Країна             | Конвой  |
| -------------- | -------------- | ----------------- | ------ | --- | ------ | -------- | ------------------ | ------- |
| 5 лютого 1945  | Henry B. Plant | Торговий пароплав | 7,240  | 9300 тонн інженерних матеріалів, включаючи залізні злітно-посадкові смуги, каналізаційні труби, кислоти, масла і механізоване обладнання | 70     | 16       | США                | TAM-71  |
| 18 квітня 1945 | Filleigh       | Торговий пароплав | 4,856  | 6000 тонн військових вантажів | 54     | 5        | Британська імперія | TAM-142 |
| 18 квітня 1945 | Karmt          | Торговий теплохід | 4,991  | 7539 тонн західноафриканської продукції, включаючи арахіс і пальмову олію                                                                | 42     | 4        | Норвегія           | TAM-142 |

## Звання
- Кандидат в офіцери (1 квітня 1932)
- Морський кадет (4 листопада 1932)
- Фенріх-цур-зее (1 квітня 1934)
- Оберфенріх-цур-зее (1 вересня 1935)
- Лейтенант-цур-зее (1 січня 1936)
- Оберлейтенант-цур-зее (1 жовтня 1937)
- Капітан-лейтенант (1 жовтня 1939)
- Корветтен-капітан (1 листопада 1944)

## Нагороди
- Медаль «За вислугу років у Вермахті» 4-го класу (4 роки)
- Залізний хрест 2-го і 1-го класу
- Нагрудний знак підводника
- Німецький хрест в золоті (18 лютого 1945)